# Monkey
«Monkey» (en español: «Mono») es una canción compuesta e interpretada por el cantante británico George Michael y publicada por Epic Records en 1988.
Fue publicada en un sencillo en 1988 y alcanzó el #1 en los U.S. Hot 100, y el #13 en el UK Singles Chart. "Monkey" debutó en el #42 el 9 de julio de 1988, permaneciendo #1 por dos semanas, comenzando el 27 de agosto de 1988. También encabezó la lista de música dance de Billboard convirtiéndose en su primer número uno en esta lista. La versión incluida en el sencillo, fue la remezclada por Jimmy Jam y Terry Lewis.
"Monkey" se convirtió en el octavo #1 de George Michael en el Billboard, y el cuarto #1 consecutivo del álbum Faith. George Michael se unió a Michael Jackson y Whitney Houston al grupo de tres artistas que han tenido cuatro o más sencillos número uno consecutivos entre 1987-1988 de un mismo álbum. El video musical fue dirigido por Andrew Morahan.
Sorprendentemente para una canción que tuvo tanto éxito, ha sido excluida de la mayoría de los álbumes compilatorios de George, apareciendo únicamente en la versión para EU y Canadá de Ladies & Gentlemen: The Best of George Michael.

## Lista de canciones
Sencillo en 12" - Columbia Records 44 07849
1. «Monkey» (Versión extendida) – 8:06
2. «Monkey» (A'Cappella) – 3:40
3. «Monkey» (Extra Beats) – 3:30

CD
1. «Monkey» (Versión extendida)" – 8:06
2. «Monkey» (A'Cappella) – 3:40
3. «Monkey» (Extra Beats) – 3:30
4. «Monkey» (7-Inch Edit) – 4:47

## Posicionamiento en listas
| País           | Lista (1988)                     | Mejor posición |
| -------------- | -------------------------------- | -------------- |
| Alemania       | Media Control Charts             | 24             |
| Australia      | ARIA Singles Chart               | 12             |
| Austria        | Austrian Singles Chart           | 22             |
| Bélgica        | VRT Top 30                       | 5              |
| Canadá         | RPM Top Singles                  | 1              |
| Estados Unidos | Billboard Hot 100                | 1              |
| Estados Unidos | Dance Music/Club Play Singles    | 1              |
| Estados Unidos | Hot R&B/Hip-Hop Singles & Tracks | 8              |
| Francia        | SNEP Singles Chart               | 34             |
| Irlanda        | Irish Singles Chart              | 8              |
| Italia         | Italian Singles Chart            | 30             |
| Japón          | Oricon Singles Chart             | 90             |
| Nueva Zelanda  | NZ Singles Chart                 | 9              |
| Países Bajos   | Dutch Top 40                     | 6              |
| Reino Unido    | UK Singles Chart                 | 13             |
| Suiza          | Swiss Singles Chart              | 5              |

### Sucesión en listas
| Anterior: «Roll With It» de Steve Winwood            | Billboard Hot 100 — Sencillo Nro 1 27 de agosto de 1988 — 9 de septiembre de 1988                  | Siguiente: «Sweet Child o' Mine» de Guns N' Roses             |
| Anterior: «Never Let You Go» de Sweet Sensation      | Dance Music/Club Play Singles — Sencillo Nro 1 17 de septiembre de 1988 — 30 de septiembre de 1988 | Siguiente: «Sendin' All My Love» de The Jets                  |
| Anterior: «Perfect World» de Huey Lewis and the News | RPM Top Singles — Sencillo Nro 1 17 de septiembre de 1988 — 30 de septiembre de 1988               | Siguiente: «It Would Take a Strong Strong Man» de Rick Astley |